# Duplo 25/7
Duplo 25/7, é um agente químico sintético de formulação C86H138Br4N16O8. É um agente colinérgico extremo, é um inibidor reversível de enzimas colinérgicas.   